# غفارلی (گوینوجک)
غفارلی (به ترکی استانبولی: Gaffarlı) یک منطقهٔ مسکونی در ترکیه است که در گوینوجک واقع شده‌است.